# Войцехівська Ірина Нінелівна
Ірина Нінелівна Войцехівська (*18 січня 1954, Київ) — український історик, джерелознавець, архівознавець, доктор історичних наук, професор Київського національного університету імені Тараса Шевченка.

## Біографія
Закінчила історичний факультет Київського державного університету ім. Т. Г. Шевченка (1977).
У Київському національному університеті імені Тараса Шевченка працює з 1972; 1994—1999 доцент кафедри архівознавства та джерелознавства, у 2001—2015 професор кафедри архівознавства та спеціальних галузей історичної науки, з 2015 професор кафедри історії мистецтв історичного факультету.
Викладає нормативний курс «Спеціальні історичні дисципліни» та спецкурси «Київська школа документалістики», «Національна та державна символіка України», «Особові архівні фонди», «Мистецька естетика», «Історія естетичних вчень», «Історія вітчизняної та зарубіжної художньої критики».
Заступник головного редактора журналу «Пам'ять століть». Учений секретар Історичного товариства Нестора-Літописця, член правління міжнародного історичного клубу «Планета». Одна з ініціаторів заснування видавничої серії «Історики Київського університету: історіографія персоналій».

## Наукові інтереси
Сфера наукових інтересів: історичне джерелознавство, історіографія, спеціальні історичні дисципліни.
Кандидатська дисертація «Газети „Комуніст“ та „Радянська Україна“ як джерело вивчення боротьби трудящих проти німецько-фашистських загарбників» (1988), докторська дисертація «Історичне джерелознавство у творчості В. С. Іконникова» (2000).
Автор понад 300 наукових праць.

## Основні праці
- Історія України в особах XIX—XX ст. К., 1995 (у співавт.).
- Академік Володимир Іконников: життєпис та бібліографія. К., 1998.
- Епістолологія. Короткий історичний нарис. К., 1998.
- Володимир Іконников. Джерелознавчі студії. К., 1999.
- Історичне джерелознавство: Підручник. К., 2002 (у співавт.).
- Спеціальні історичні дисципліни. К., 2008 (у співавт.).
- Професор В'ячеслав Стрельський. К., 2010 (у співавт.).
- Професор Володимир Замлинський (до 85-річчя від дня народження). К., 2015 (у співавт.).

## Нагороди
- Нагороджена медаллю 2000-річчя Різдва Христового, Знаком Міністерства освіти і науки України «Софія Русова».